# 磐梯朝日国立公園
磐梯朝日国立公園（ばんだいあさひこくりつこうえん）は、福島県、山形県、新潟県にまたがる国立公園。1950年（昭和25年）9月5日指定。総面積(186,404ha)は日本の国立公園では大雪山国立公園に次いで、2番目に広い。

## 概要
出羽三山と朝日山地を含む出羽三山・朝日地域、飯豊山地を主とする飯豊地域、猪苗代湖と磐梯高原・吾妻山・安達太良山を含む磐梯吾妻・猪苗代地域の3地区に分け管理されている。

### 面積
- 総面積189,661ha

### 出羽三山・朝日地域
- 出羽三山は、山形県村山地方・庄内地方にひろがる月山・羽黒山・湯殿山の総称である。修験道を中心とした山岳信仰の場として、現在も多くの修験者、参拝者を集める。摩耶山は「磐梯朝日国立公園の大展望台」として登山者に知られる。また月山は、国内では数少ない夏スキーを楽しむことができる山である。

### 飯豊地域
- 飯豊山は山岳信仰の山で、朝日岳とともに高山植物が有名。なお、飯豊連峰と呼ばれるほど山容が大きく、万年雪も残るため登山には充分な装備が必要である。（→飯豊山地）
- 会津地方の北西部、三国岳から飯豊山に、ひげのように細長く延びている県域がある。これは福島県側の地域住民の信仰上の理由で、ご神体となる飯豊山への参道を確保したためである。

### 磐梯吾妻・猪苗代地域
- 裏磐梯は磐梯高原とも呼ばれ、磐梯山の1888年（明治21年）7月の噴火により、北側への大規模な火山泥流となり河川を埋めて誕生したが、土砂・岩によって荒れた地域を観光地として再生させようと、遠藤現夢を始めとする会津の有志達が私財を投げ打って植林をしたのが始まりである。現在は桧原湖、五色沼、雄国沼など風光明媚な観光地で、有料道路・遊歩道も整備され、夏は避暑地として、冬はスキー場として観光客が絶えない。磐梯山の火口跡がなまなましい。（→磐梯高原）
- 猪苗代湖は面積が日本4位（淡水湖では3位）の大湖で、面積が103平方キロメートル、深さは94メートルである。北岸近くに世界的な医学者、野口英世の生家がある。
- 吾妻山は那須火山帯（奥羽山脈）最大の火山群。福島・山形県境に沿って東西およそ20キロメートル、南北およそ10キロメートルにわたって標高2,000メートル級の火山が連なる山塊である。福島盆地から望める東部の吾妻小富士、浄土平、一切経山などへは磐梯吾妻スカイラインで容易にアクセスできる観光地となっている。一切経山では噴気活動が確認されている活火山。
- 安達太良山は緩やかな山容で登山・トレッキングに人気が有るが、火口周辺では硫化ガス等火山ガスが噴出する注意を要する活火山である。

## 火山
月山、吾妻山、安達太良山、磐梯山、猫魔ヶ岳

## 磐梯朝日国立公園の風景

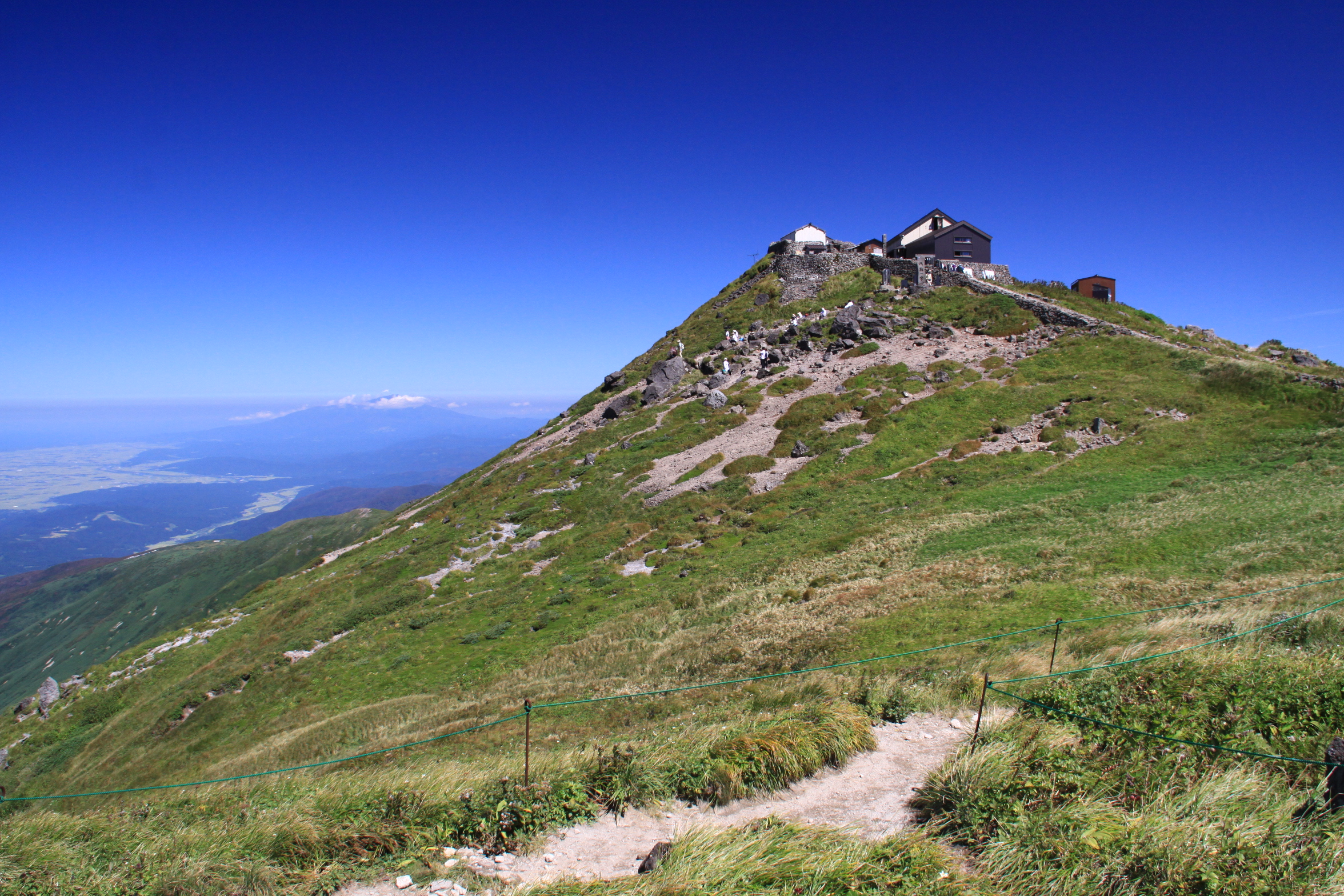
月山
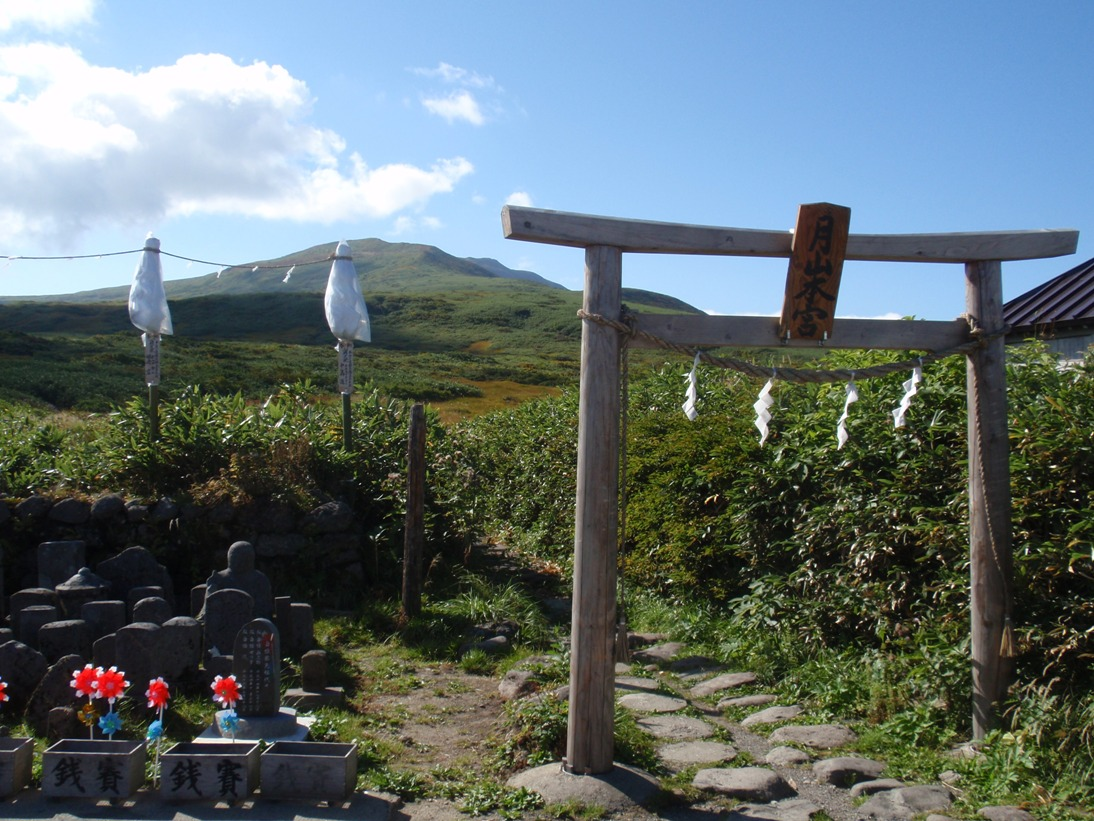
月山と弥陀ヶ原
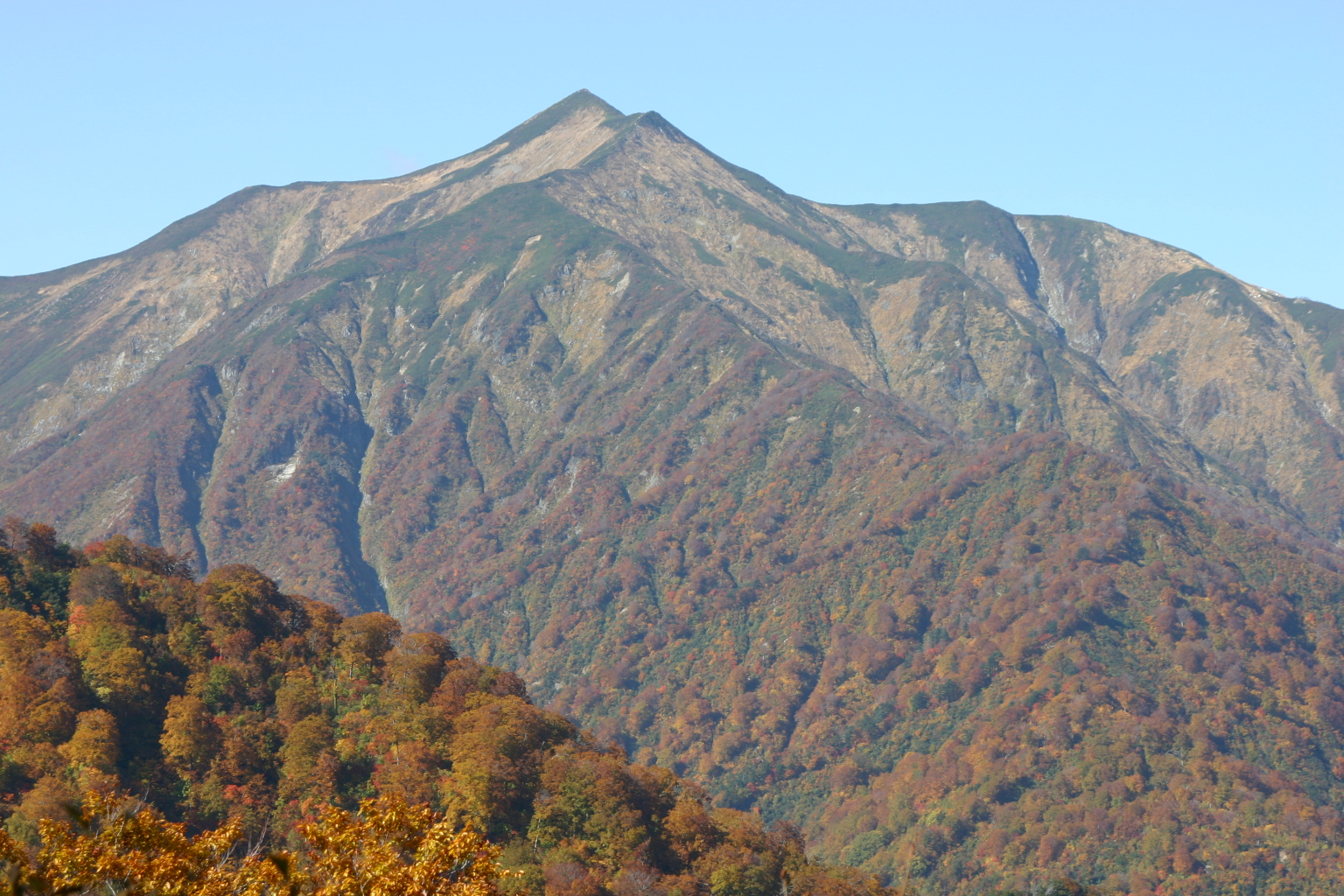
上倉山より望む大朝日岳
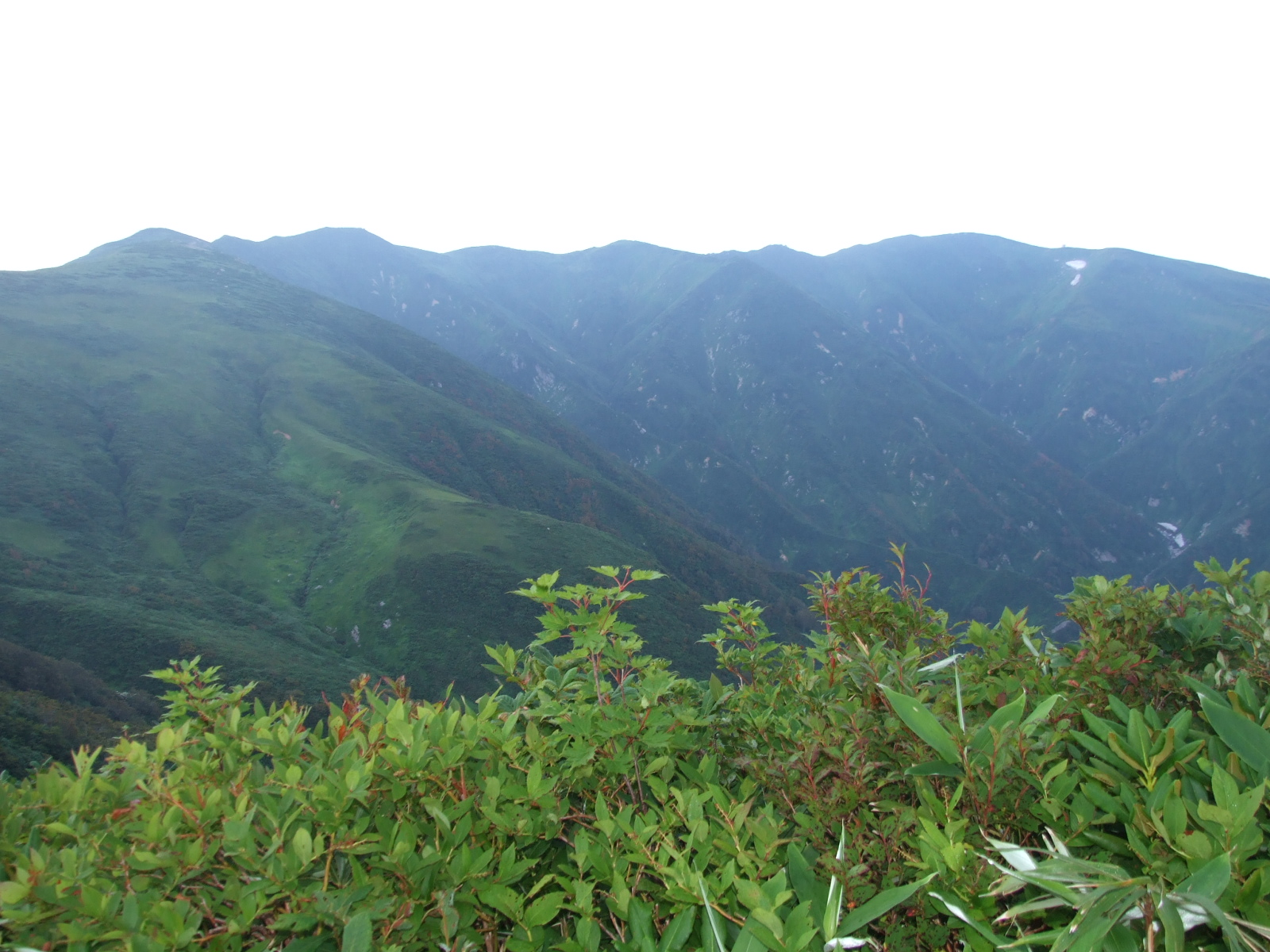
三角峰付近から望む以東岳
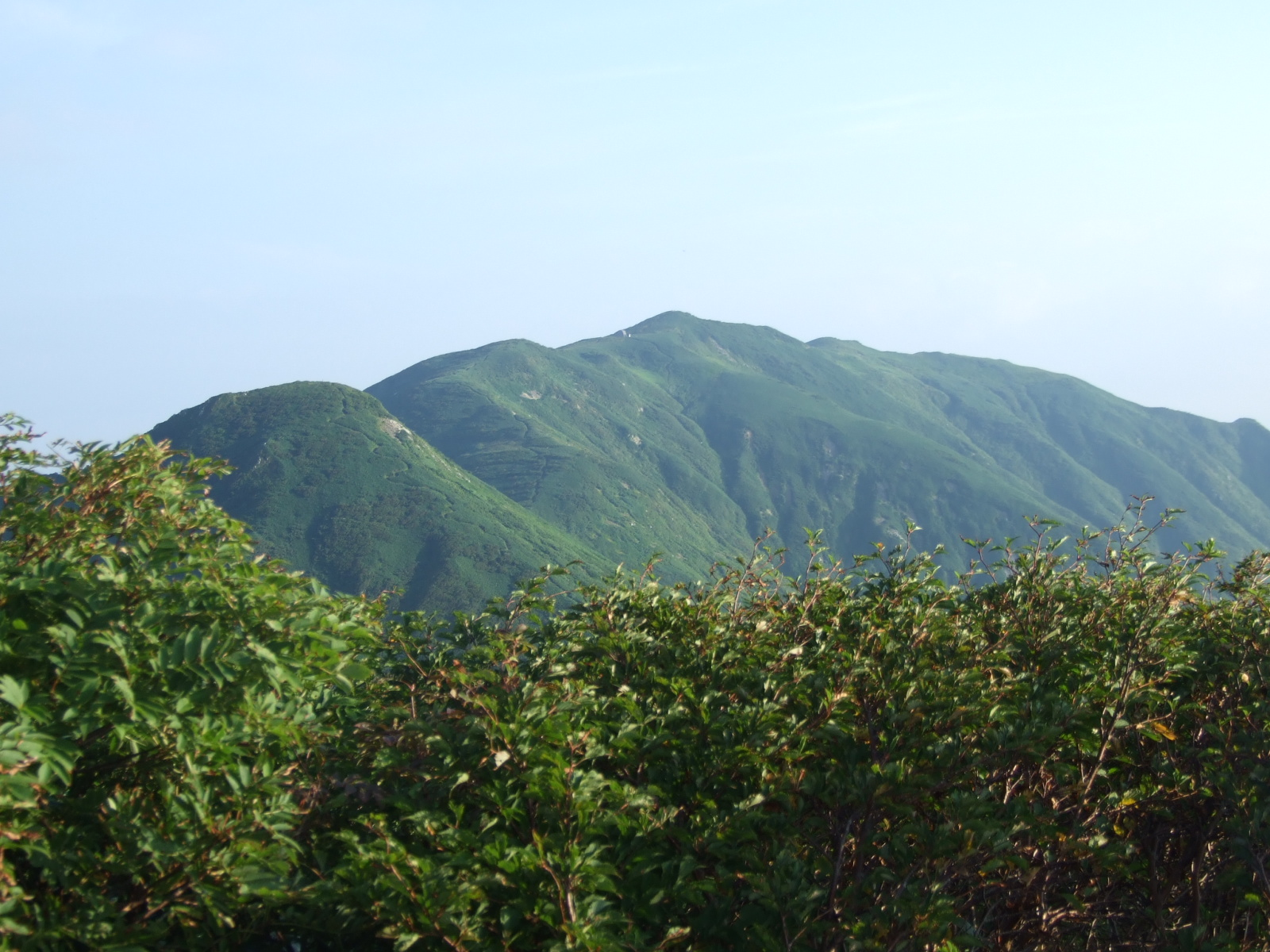
大石山分岐から望む朳差岳(えぶりさしだけ)
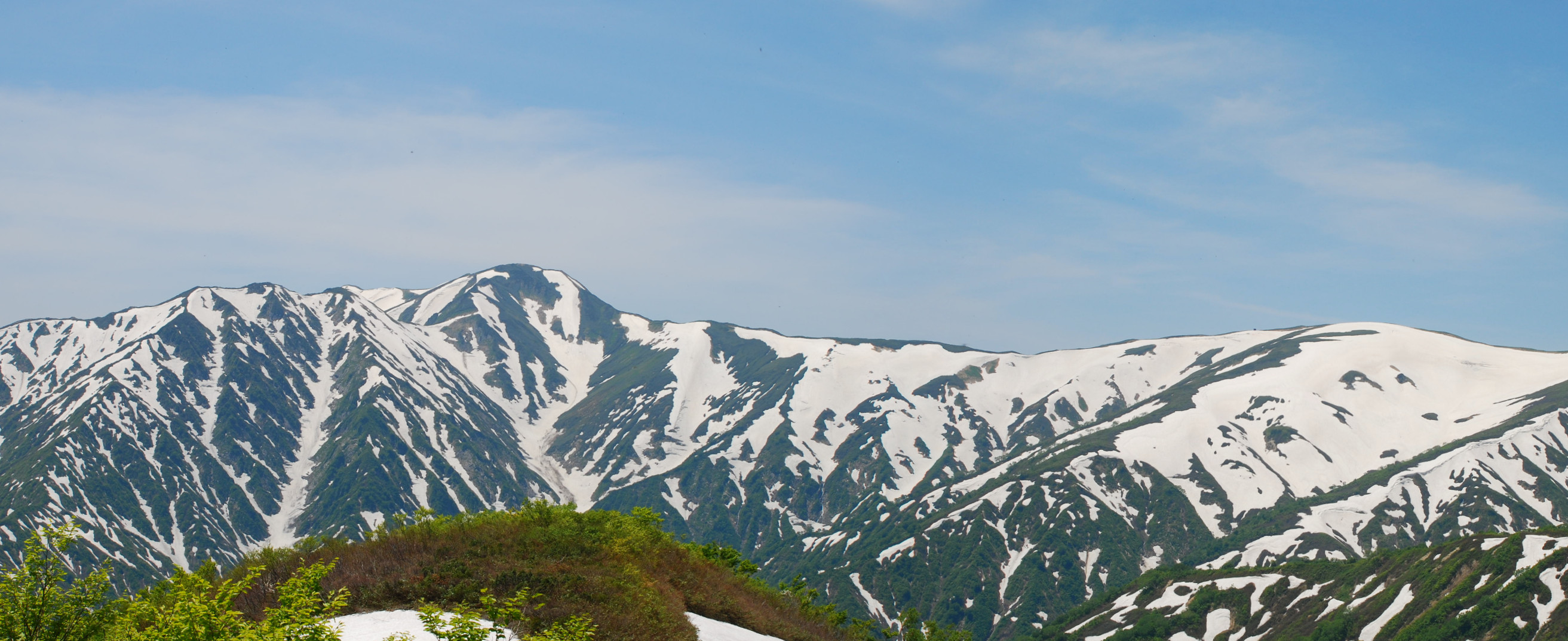
飯豊山地
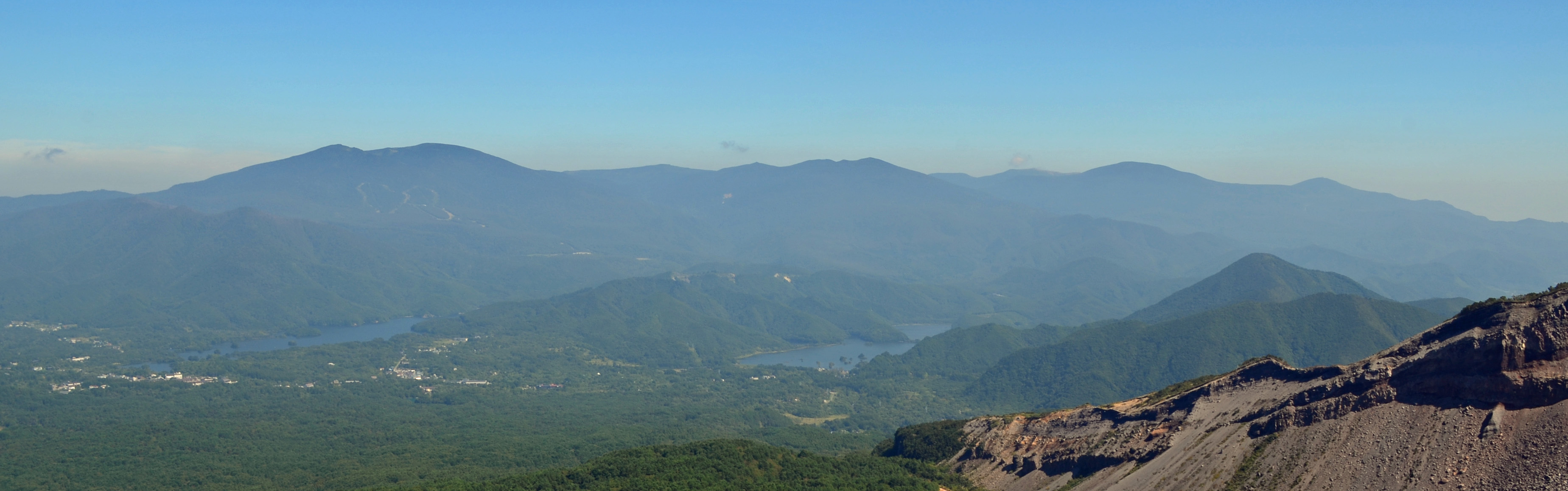
裏磐梯と吾妻連峰
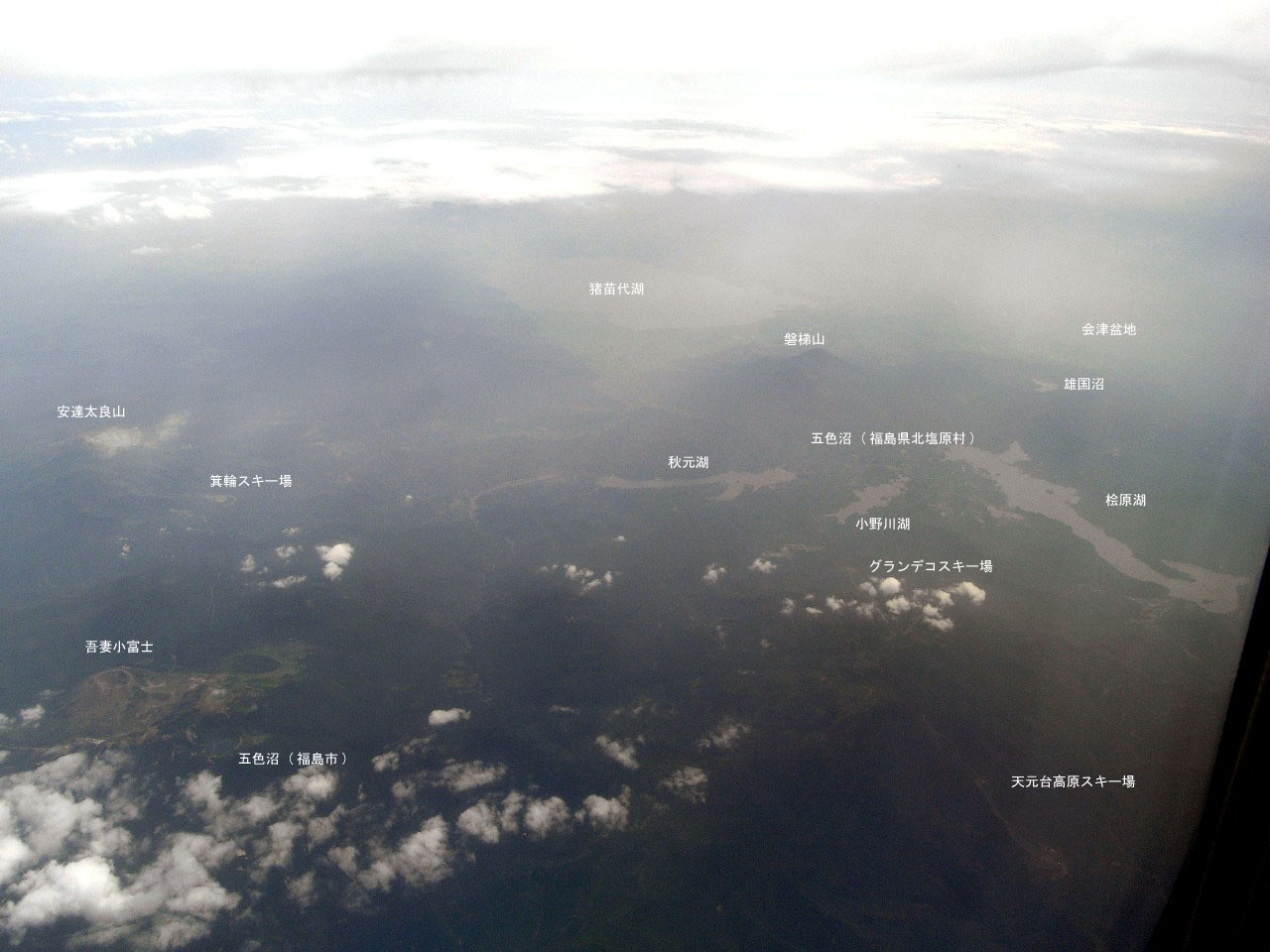
吾妻山と裏磐梯の湖沼群
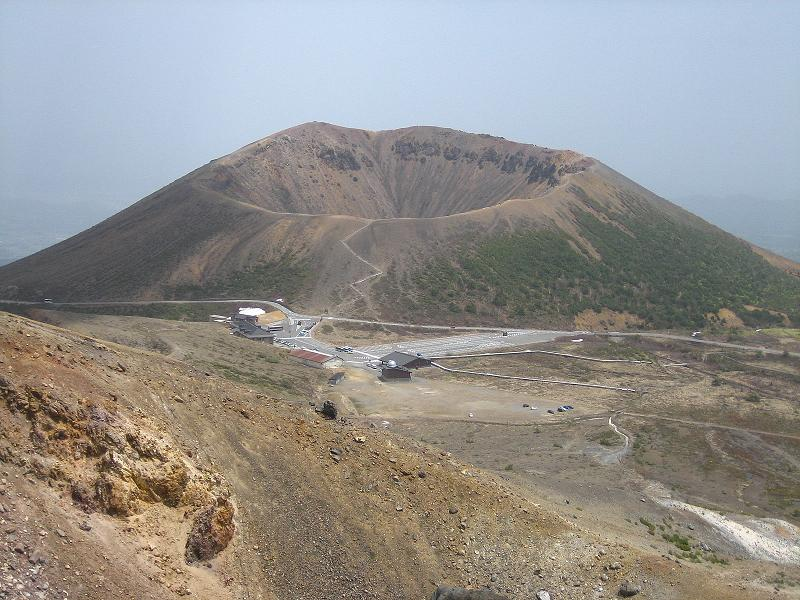
吾妻小富士
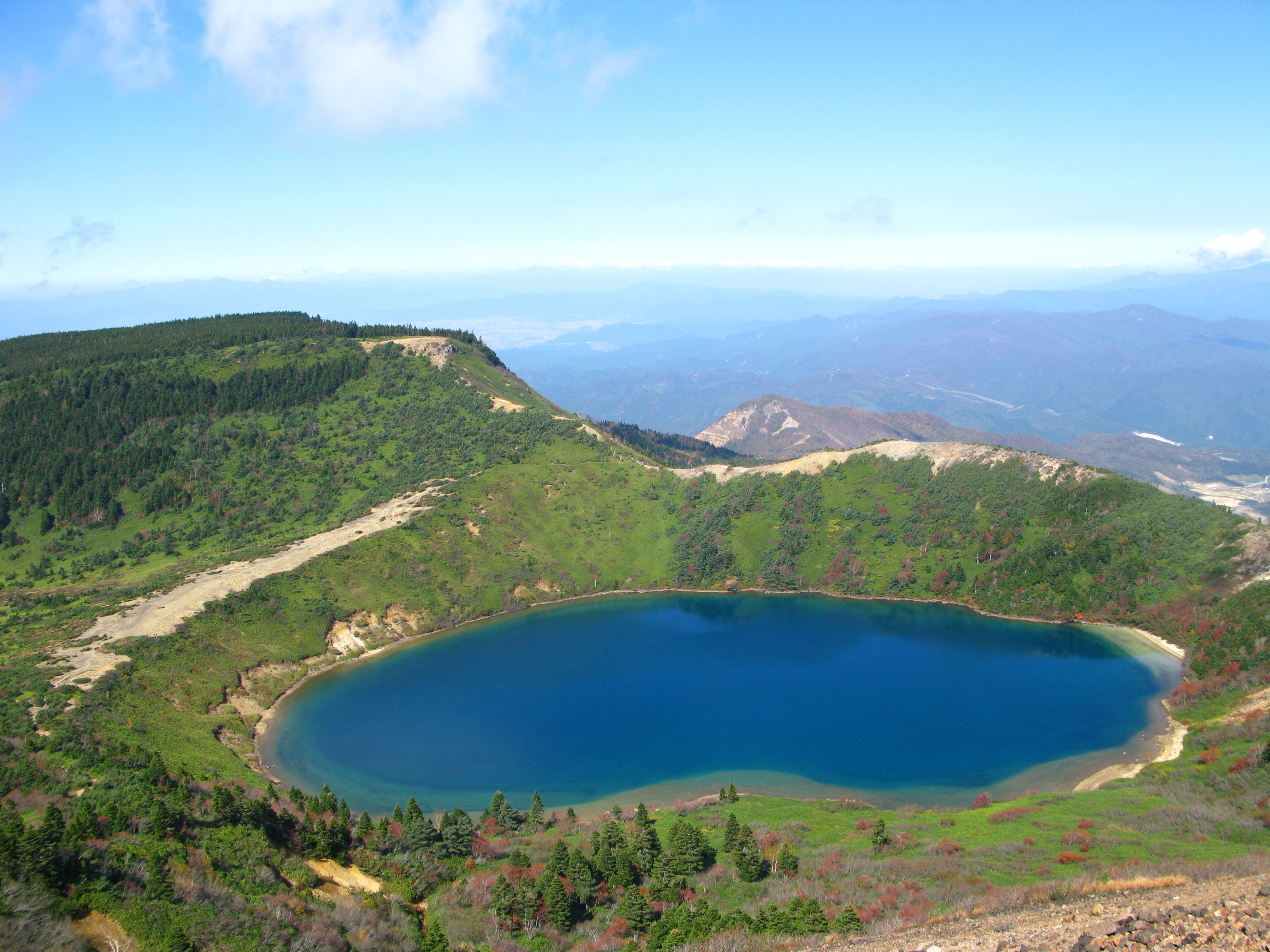
一切経山からの五色沼
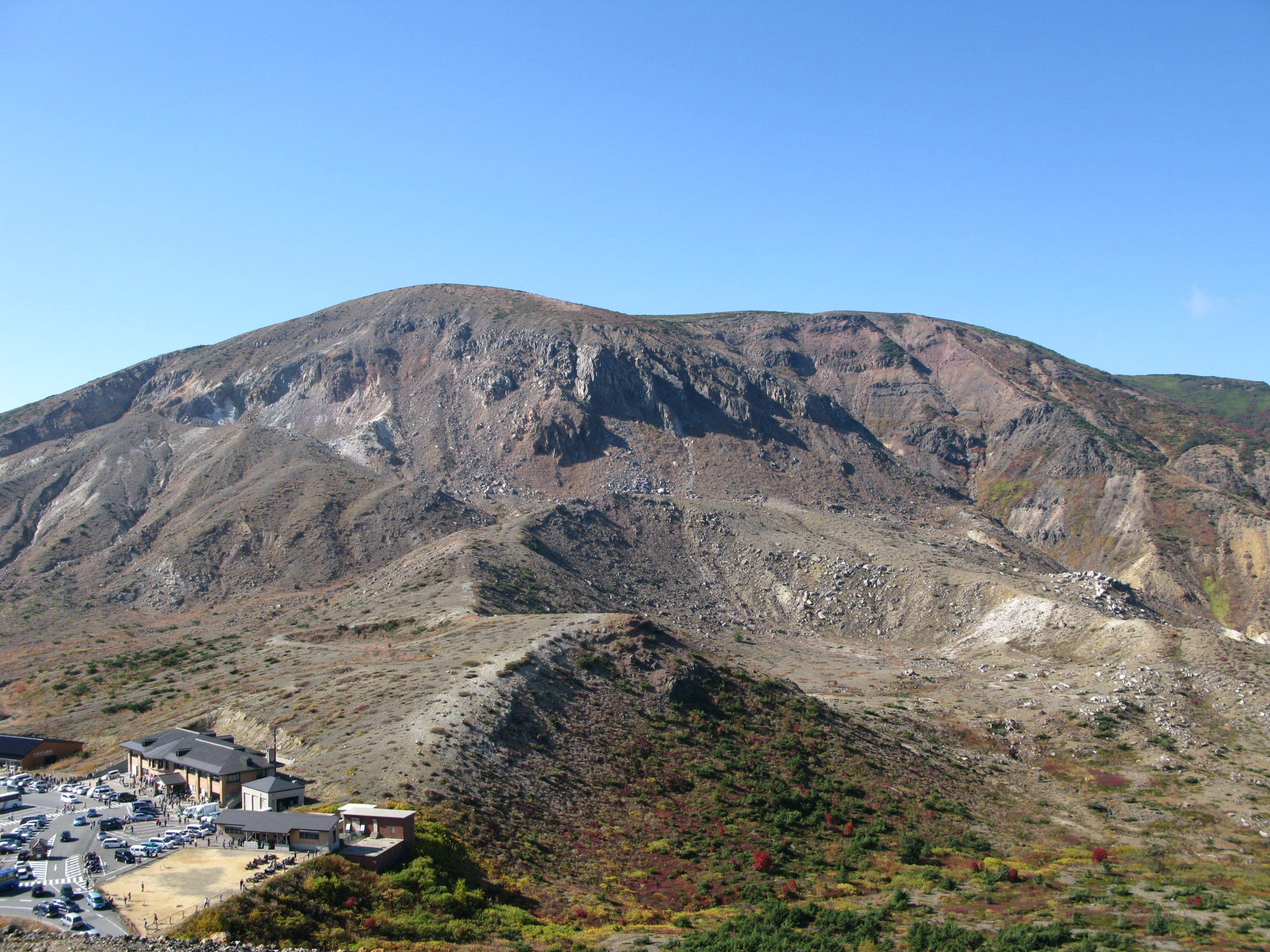
一切経山
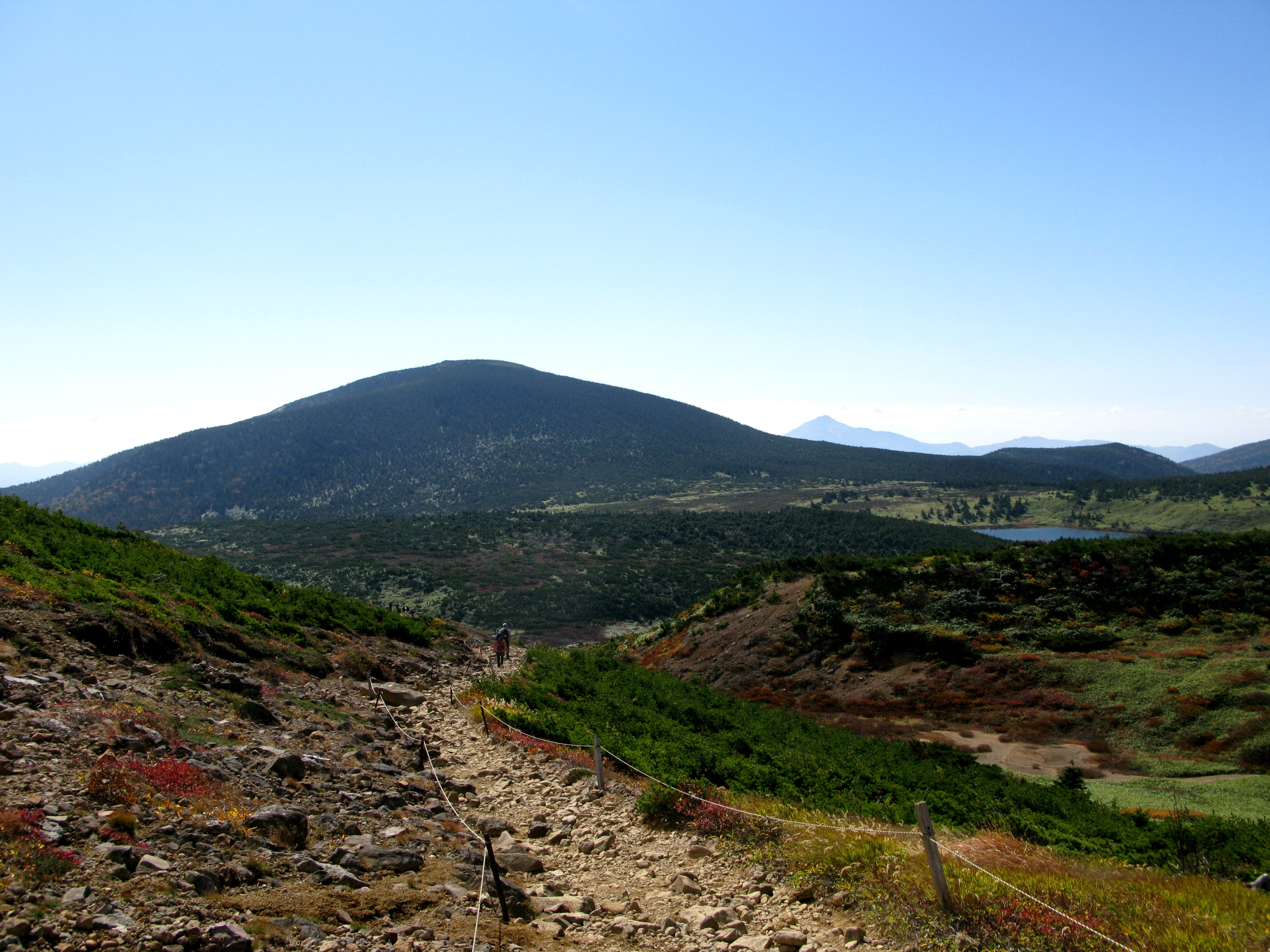
東吾妻山
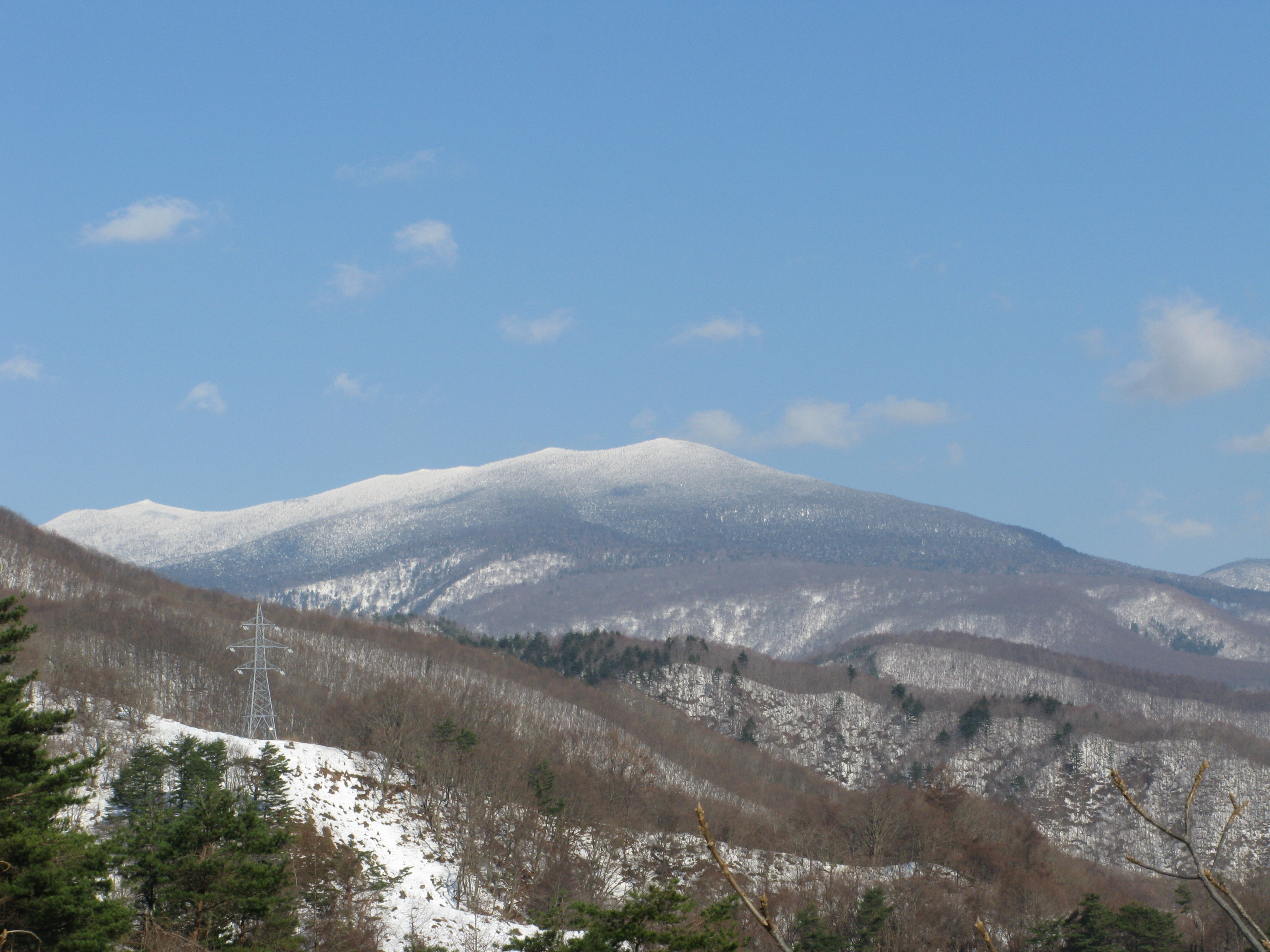
中吾妻山
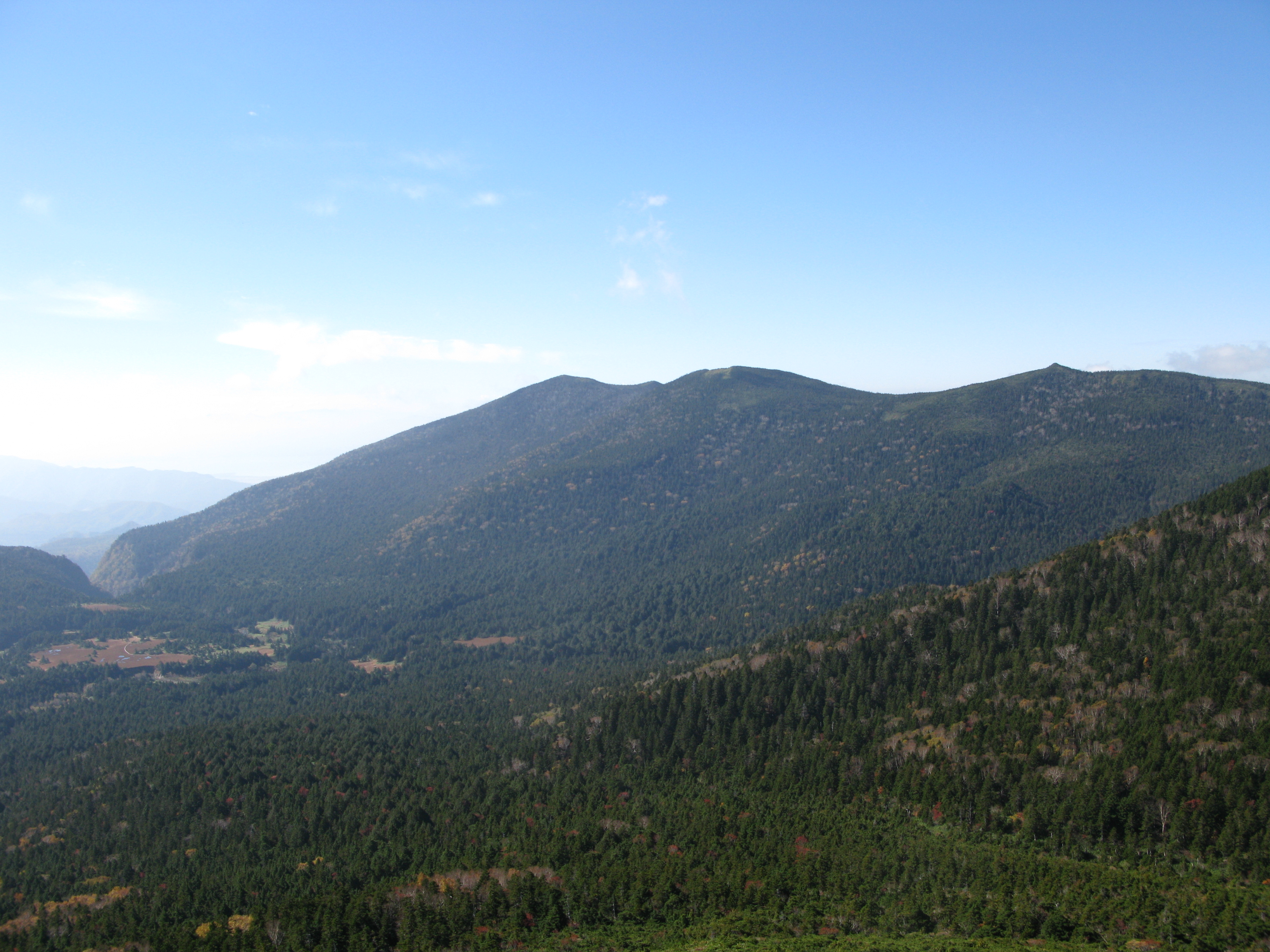
烏帽子山から中吾妻山、谷地平湿原（左）
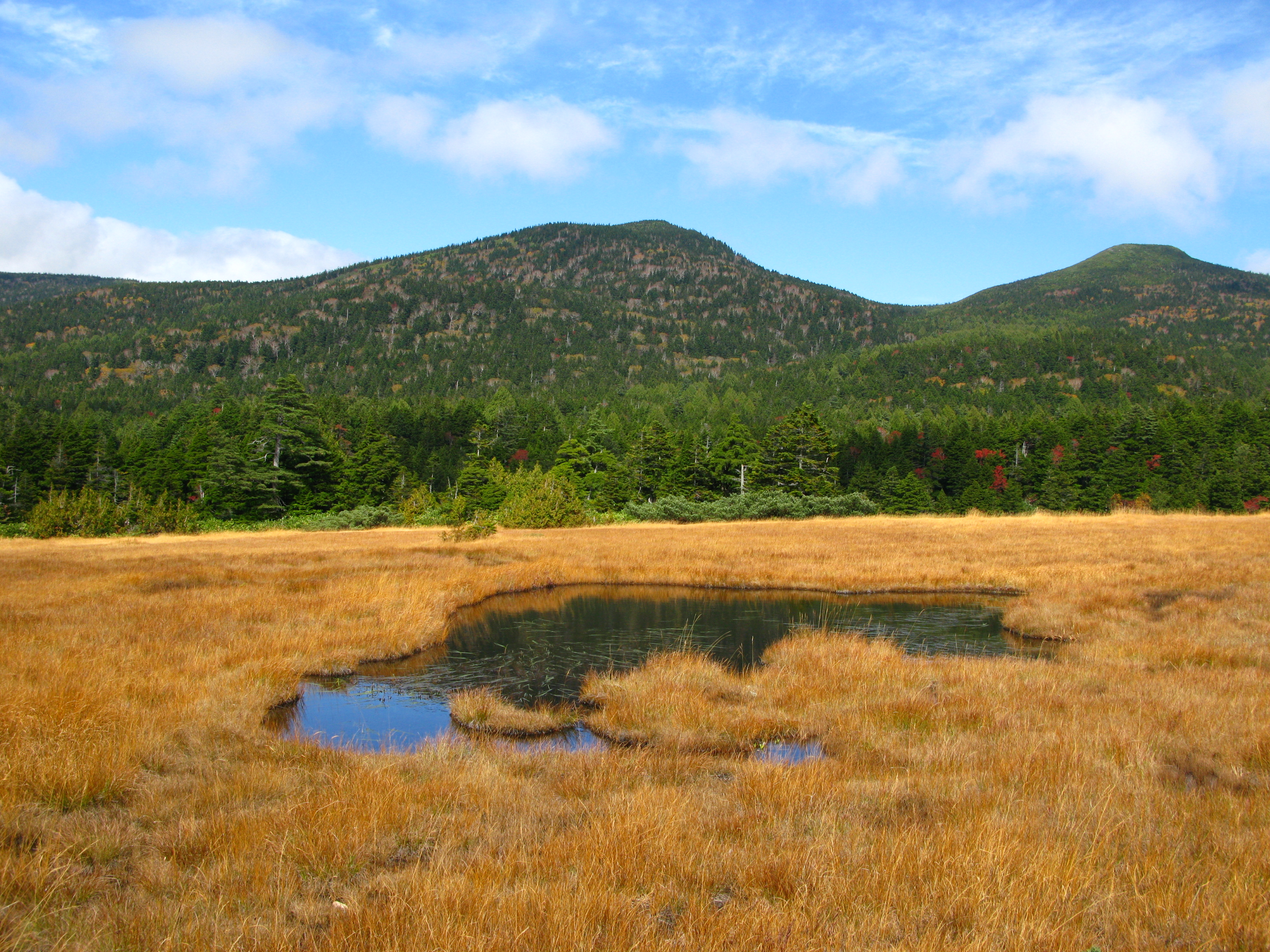
谷地平湿原、昭元山（中央）と烏帽子山（右）
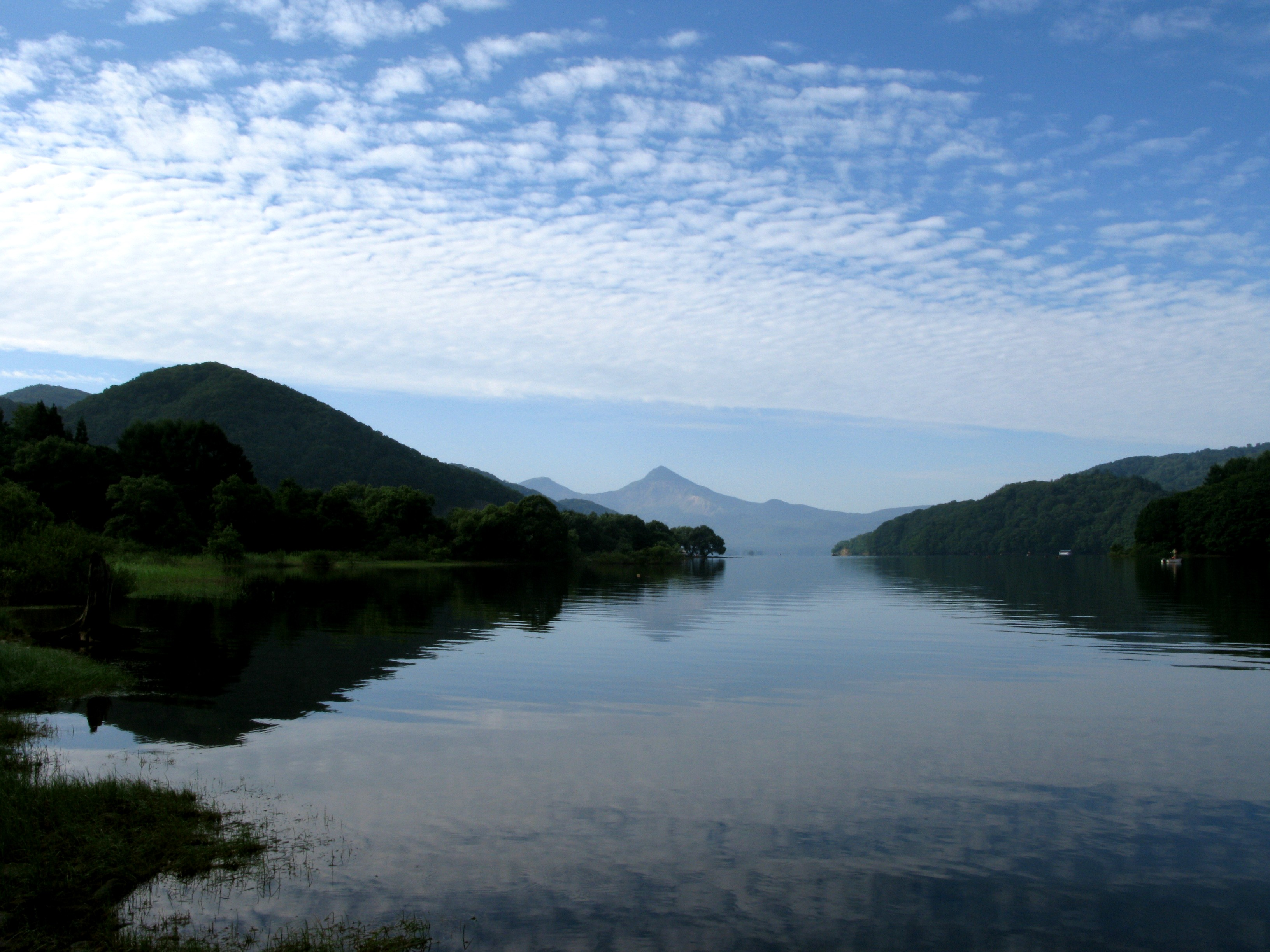
檜原湖から望む磐梯山
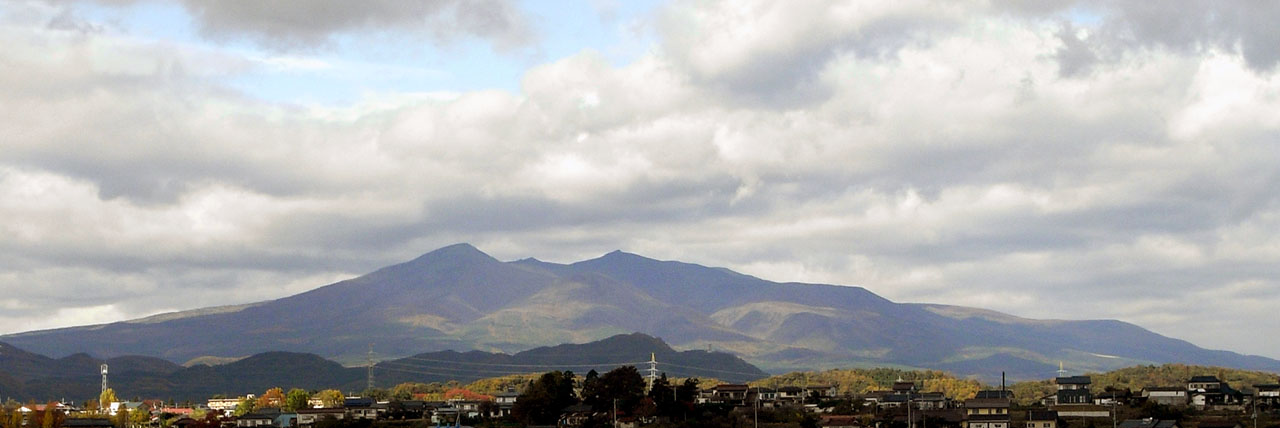
安達太良山
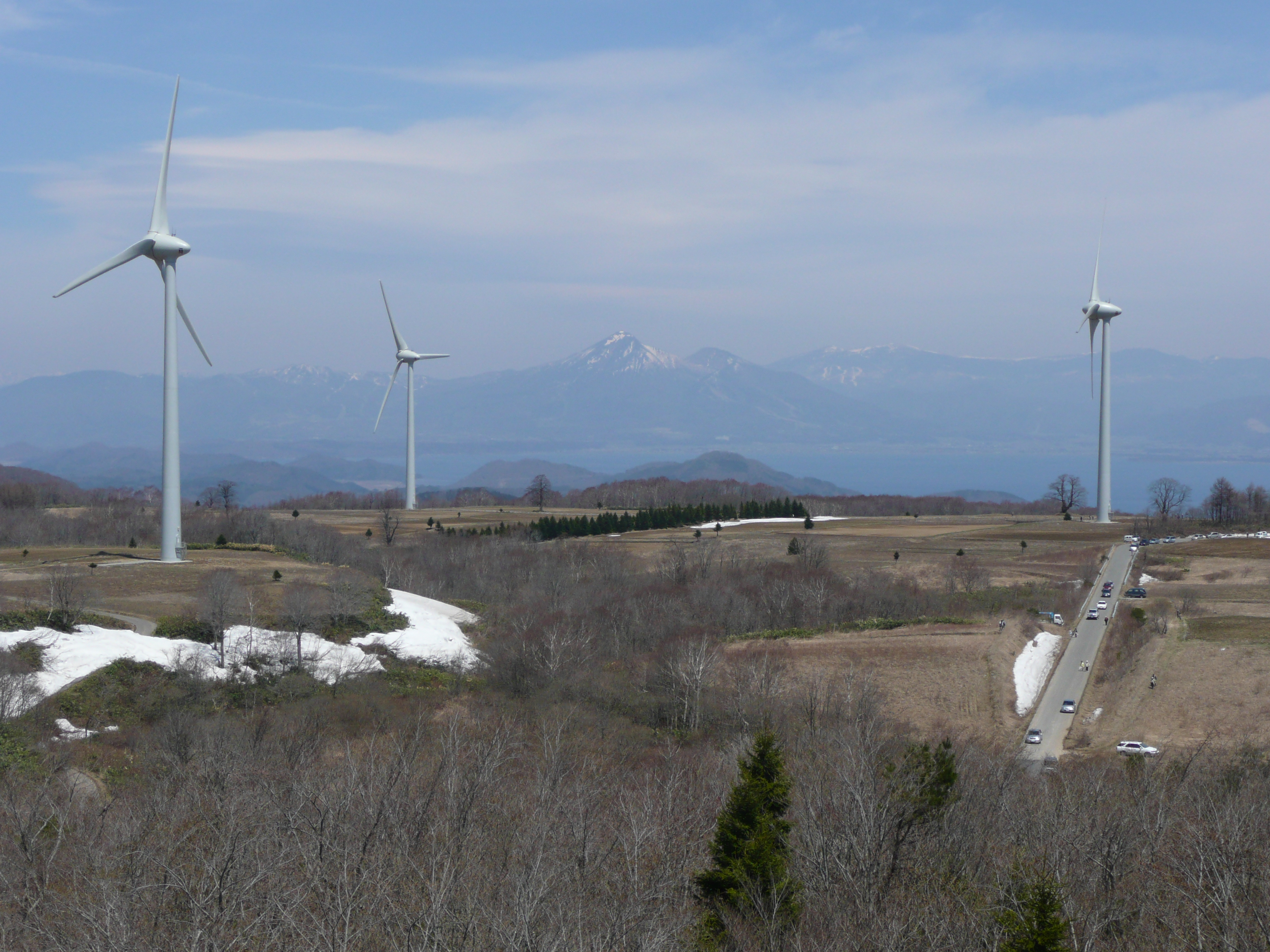
布引高原から望む磐梯山と猪苗代湖

## ビジターセンター
利用者数は2008年（平成20年）。
| センター名             | 設置者 | 所在地                                       | 利用者数（人） |
| ---------------------- | ------ | -------------------------------------------- | -------------- |
| 月山ビジターセンター   | 環境省 | 山形県鶴岡市羽黒町手向字羽黒山147-5          | 16,047         |
| 山形県立自然博物園     | 山形県 | 山形県西村山郡西川町志津字姥ヶ岳159          | 11,135         |
| 裏磐梯ビジターセンター | 環境省 | 福島県耶麻郡北塩原村大字桧原字剣ヶ峯1093-697 | 93,032         |
| 浄土平ビジターセンター | 環境省 | 福島県福島市在庭坂字石方1-4                  | 46,845         |